# Boris Selickij
Boris Sergeevič Selickij (in russo Борис Сергеевич Селицкий?; Leningrado, 22 settembre 1938) è un ex sollevatore sovietico campione olimpico che ha gareggiato nella categoria dei pesi massimi leggeri (fino a 82,5 kg.).

## Carriera
La carriera di Selickij ha avuto il suo culmine nel 1968 all'età di quasi trent'anni, quando, dopo essersi classificato in seconda posizione ai campionati nazionali sovietici, ha partecipato ai campionati europei svoltisi nella sua città natale, vincendo la medaglia d'oro con 472,5 kg. nel totale di tre prove.
Qualche mese dopo ha preso parte alle Olimpiadi di Città del Messico 1968 insieme al connazionale Vladimir Beljaev, campione mondiale in carica, terminando la competizione alla medaglia d'oro con 485 kg. nel totale, battendo Beljaev che aveva terminato con lo stesso risultato di Selickij ma aveva un peso corporeo leggermente superiore rispetto a quest'ultimo. La competizione olimpica del 1968 era valida anche come campionato mondiale.
L'anno successivo Selickij ha partecipato ai campionati mondiali ed europei di Varsavia, classificandosi al 3º posto con 482,5 kg. nel totale, dietro al giapponese Masashi Ōuchi (487,5 kg.) ed all'ungherese Károly Bakos (stesso risultato di Ōuchi), ottenendo, pertanto, la medaglia di bronzo mondiale e la medaglia d'argento europea.
Negli anni seguenti Selickij ha sofferto la forte concorrenza interna al suo Paese nella categoria dei pesi massimi leggeri e non è più riuscito ad avere risultati importanti a livello internazionale.
Si è ritirato dall'agonismo nel 1976, dedicandosi alle attività di allenatore e di giudice di gara nel sollevamento pesi.
Nel corso della sua carriera di sollevatore ha realizzato due record mondiali, uno nella prova di slancio e uno nel totale di tre prove.